# Martín Pérez (periodista)
Martín Pérez (Buenos Aires, 16 de abril de 1967) es un periodista argentino, que desde hace tres décadas se especializa en cultura popular y masiva, escribiendo regularmente de música, cine, televisión, literatura e historietas. Actualmente, junto a Claudio Zeiger y Mariana Enríquez, es uno de los editores de Radar, el suplemento cultural del diario Página/12.

## Biografía
Trabaja principalmente en radio y prensa gráfica: fue uno de los fundadores tanto de la radio comunitaria FM La Tribu como de la revista de cultura rock La Mano, dirigida por Roberto Pettinato, de la que integró su consejo de dirección, junto a Alfredo Rosso y Pipo Lernoud.  
Aprendió el oficio de periodista de rock en la revista argentina Rock & Pop y el suplemento No Archivado el 24 de junio de 2022 en Wayback Machine. de Página/12. Ejerció la crítica cinematográfica durante una década en la sección "Espectáculos" del mismo diario, entre otros trabajos.
Sus artículos aparecieron regularmente en las versiones locales de las revistas, Rolling Stone e Inrockuptibles, y en las publicaciones La Maga, Página/30, TXT, entre otras. Fue corresponsal de los suplementos Zona de Contacto y Wikén del diario El Mercurio (Chile), así como de las radios chilenas Rock & Pop y Cooperativa, y de las revistas Posdata (Uruguay) y Zona de Obras y Efe Eme (España). Actualmente colabora con el diario uruguayo La Diaria, y su mensuario Lento.
Su primer trabajo en los medios fue en el programa radial Piso 93 (Rock & Pop), donde se encargó de los textos y producción, y luego fue redactor creativo en Radio Mitre y FM 100, escribiendo los guiones para segmentos como Los Queridos 70 o Los 80 en Fuga, entre muchas otras actividades dentro de las emisoras. 
Formó parte del programa El Puticlub (La Rocka), condujo Lo Que Más Me Gusta Hacer (Supernova) y fue columnista de Luis Majul, Mario Wainfeld y en Diario del Futuro (Nacional Rock), entre otros trabajos radiales. Mantiene activo su programa online Música Cretina, que salió al aire por FM La Tribu, Supernova y FM Radio Universidad de La Plata y sigue saliendo por Radio Rueda. Actualmente es columnista en el programa Palermo Wuhan (El Destape Radio), conducido por Nicolás Lantos.
Sus notas forman parte de los libros colectivos Los Redondos (1992), Las mejores entrevistas de Rolling Stone (2006) y Cine argentino 99/08 (2008). Las incluidas en la antología de Rolling Stone son las dedicadas a los grupos argentinos Los Fabulosos Cadillacs y Divididos. También escribió el texto introductorio del disco dedicado a Andrés Calamaro (2008) dentro de la colección Leyendas del Rock del diario Clarín.
Publicó sus primeros escritos para radio en el libro La vida es otra cosa: los poemas de Piso 93 (2016) y el poemario Vidas pasadas (2017), ilustrado por Juan Soto. Junto a Soto editó también el cuento infantil ilustrado Caminando en la Luna (2021), y con el dibujante e historietista Liniers compiló la antología de nueva historieta argentina Dis-Tinta (2017). Sus notas y entrevistas con el músico Andrés Calamaro están reunidas en The Calamaro Files: 25 años escribiendo sobre Andrés (2022).
Fue jurado en el Festival Internacional de cine de Río de Janeiro (2006), el Festival Internacional del Nuevo Cine Latinoamericano de La Habana (2007), el evento de historietas Comicópolis (2014), el premio de literatura del Fondo Nacional de las Artes (2020) y en el concurso de entrevista María Esther Gilio organizado por la revista uruguaya Brecha.
Como gestor cultural fue responsable del ciclo Martes de Poesía y Música, que se realizó entre 2010 y 2012 en el Centro Cultural de España en Buenos Aires, del que participaron los poetas Diana Bellesi, Fabián Casas y Beatriz Vignoli, entre otros, junto a músicos como Fernando Cabrera, Liliana Herrero, Rosario Bléfari, Gabo Ferro, Manuel Moretti, Palo Pandolfo y muchos más.

## Publicaciones
- Los Redondos (libro colectivo, AC Editora, 1992)[19]
- Las mejores entrevistas de Rolling Stone: Iconos del Rock Nacional 1967-2007 (libro colectivo, Publirevistas, 2006)[20]
- Cine argentino 99/08 (libro colectivo, BAFICI, 2008)[21]
- La vida es otra cosa: los poemas de Piso 93 (El 8vo Loco - Tren en movimiento Archivado el 19 de noviembre de 2022 en Wayback Machine., 2016)[6][22][23]
- Vidas pasadas (con Juan Soto, Moebius, 2017)[24][25][26]
- Dis-Tinta (con Liniers, Sudamericana, 2017)[27][28][29][30][31]
- Caminando en la Luna (con Juan Soto, Editorial El Ateneo, 2021)[32][33][34][35][36]
- The Calamaro Files: 25 años escribiendo sobre Andrés (Gourmet Musical, 2022)[37][38][39][40][41][42]